# Женское регби в России
Женское регби в СССР и России начало развиваться в 1989 году, на 30 лет позже, чем в Англии и других странах.

## История
В 1989 году при участии гостренера по регби Чеченкова С. В. были созданы две женские команды. «Виктория» Москва (тренера Семёнов В. и Коган И.), состоявшая преимущественно из легкоатлеток, и команда «Коммунальщик» Барнаул (тренер Кобзев В.), в которую вошли игроки команды мастеров по хоккею на траве.
В 1991 году команда СССР приняла участие в первом Кубке мира по регби среди женщин, но проиграла все матчи. Ещё перед началом турнира выяснилось, что государство не будет оплачивать питание и проживание спортсменок, вследствие чего у команды возникли проблемы с перелётом в Уэльс. Чтобы заработать какие-нибудь средства, они стали продавать свою личную и регбийную одежду; также представители бизнеса и обычные люди предлагали девушкам материальную помощь наличными, едой и транспортными услугами.
В 2004 году был создан комитет женского регби РФ, который возглавила Ирина Муравьёва.
Основой развития российского женского регби являются студенческие команды при ВУЗах. Спортивные школы, развивающие женское регби, находятся в Новокузнецке, Прокопьевске (Кемеровская обл.), Ростове-на-Дону, Москве и Московской области.
С 1992 года проводятся соревнования: чемпионат по регби-7 и Кубок России по регби-7.

## Чемпионат России
Первый всесоюзный фестиваль регби прошёл в марте 1991 года в Ташкенте — «Ташкентская весна». Команды разыграли два групповых турнира
Группа А:
1. «Виктория» Москва,
2. «Миссия-15» Москва, тренер Иванов В.,
3. «Коммунальщик» Барнаул,
4. «Согдиана» Ташкент
5. «Буревестник» Новокузнецк, тренер Ерохин Е. Н.

Группа Б:
1. «Университет» Нальчик, тренер Индреев М.
2. «Инвестор» Тверь,
3. «Строитель» Красноярск, тренер Рябцев В.
4. «Ника» Алма-Ата,

С 24 апреля по 4 мая прошёл турнир в Нальчике:
1. «Миссия-15» Москва,
2. «Университет» Нальчик,
3. «Коммунальщик» Барнаул,
4. «Сибирские рыси» Красноярск,
5. «Инвестор» Тверь,

В июне 1991 года в Барнауле прошёл первый чемпионат РСФСР по регби-15 среди женщин. Победила команда «Виктория» (Москва).
С 24 по 30 октября 1991 в Химках прошёл всесоюзный турнир по регби-15 среди женщин, планировавшийся как первый чемпионат СССР.
Итоговая таблица:
1. «Миссия-15» Москва,
2. «Сибирские рыси» Красноярск,
3. «Виктория» Москва,
4. «Слава» Москва,
5. «Университет» Нальчик.

1992 г. (Анапа, регби-15)
1. «Миссия-15» (Москва)
2. «Славянка» (Москва)
3. «Сибирские рыси» (Красноярск)
4. Индустриально-педагогический техникум (Казань)

регби-7:
1. «Согдиана» Ташкент
2. «Коммунальщик» (Барнаул)

1993 г.:
1. «Славянка» (Москва)
2. «Буревестник» (Новокузнецк)
3. «Коммунальщик» (Барнаул)

1994 г. (здесь и дальше — регби-7)
1. «Буревестник» (Новокузнецк)
2. «Инвестор» (Тверь)
3. «Коммунальщик» (Барнаул)

Буревестник: Евгения Соловьёва, Ольга Ермолаева, Анна Бражникова, Ольга Каплунова, Светлана Головко, Галина Часовникова, Лилия Безушко, Яна Ерохина, Ирина Фомина, Оксана Богач, Елена Заикина, Ксения Щукина.
Также играли команды Москвы, Алма-Аты, Ташкента и Талды-Кургана.
Помимо победы в чемпионате России «Буревестник» также стал победителем Кубка Германии.
1995 г.
1. «Буревестник» (Новокузнецк)
2. «Коммунальщик» (Барнаул)
3. ДЮСШ (Прокопьевск)

1996 г.
1. «Буревестник» (Новокузнецк)
2. «Коммунальщик» (Барнаул)
3. ДЮСШ (Прокопьевск)

1997 г.
1. «Буревестник» (Новокузнецк)
2. РК «Долгопрудный» (Московская область)
3. «Прокопчанка» (Прокопьевск).

1998 г. (Долгопрудный, регби-7)
1. «Буревестник» (Новокузнецк)
2. РК «Долгопрудный» (Московская область)
3. «Прокопчанка» (Прокопьевск)
4. «Инвестор» (Тверь)
5. «Амазонки-Верея» (Верея)

1999 г. (Зеленоград, регби-7)
1. «Буревестник» (Новокузнецк)
2. «Прокопчанка» (Прокопьевск)
3. «Виктория» (Москва)

Также в финале играли «Инвестор» (Тверь), «Лавина» (Черкизово), «Амазонки-Верея» (Москва) — всего 6 команд. Первоначально игры проходили в два тура в зонах «Запад» и «Восток». Третьей командой от зоны «Восток» должен был быть «Коммунальщик» (Барнаул), но они отказались от участия, и их заменила «Лавина».
По окончании турнира состоялся финал по регби-15: сб. Запада — сб. Востока — 0:7
2000 г. (регби-7)
1. «Буревестник» (Новокузнецк)
2. «Фемида» (Москва)
3. «Славянка» (Москва)

зимний чемпионат по регби-15:
1. «Буревестник» (Новокузнецк)
2. «Коммунальщик» (Барнаул)
3. «Прогресс» (Новосибирск)[6]

2001 г. (Прокопьевск, регби-7)
1. «Буревестник» (Новокузнецк)
2. «Прокопчанка» (Прокопьевск)
3. «Торнадо» (Прокопьевск)
4. СК «Новосибирск»

2002 г.
1. «Буревестник» (Новокузнецк)
2. «Магия-МГУС» (Москва)
3. «Прокопчанка» (Прокопьевск).

Буревестник: Евгения Соловьёва, Ольга Морозова, Оксана Богач, Марина Думлер, Елена Евтушенко, Наталья Загадерчук, Елена Васько, Светлана Харитонова, Оксана Харитонова, Антонина Мининко.
2003 г.
1. «Буревестник» (Новокузнецк)
2. «Магия-МГУС» (Москва)
3. «Прокопчанка» (Прокопьевск).

В первом туре играли ещё команды «Сосновка» (Новокузнецк) и «Олимп» (Талды-Курган, Казахстан).
2004 г.
1. «Буревестник» (Новокузнецк)
2. «Магия-МГУС» (Москва)
3. «Прокопчанка»(Прокопьевск)
4. «Локомотив-Аэрофлот-Дон» (Ростов на Дону)
5. «Московские драконы» (Москва)
6. «Энергия-КГЭУ» (Казань)

2005 г. — первый официальный чемпионат России под эгидой Союза регбистов России.
1. «Магия-МГУС» (Москва),
2. «Буревестник» (Новокузнецк)
3. «Прокопчанка» (Прокопьевск).

Также участвовали «Локомотив» (Ростов-на-Дону), «Московские Драконы», «Дон» (Ростов-на-Дону), «Нельман» (Новокузнецк), «Коммунальщик» (Барнаул) — в последний раз, команда была распущена в 2005.
2006 г.
1. МГУС-Академия регби (Московская область),
2. «Славянка» (Москва)
3. «Буревестник» (Новокузнецк)

2007 г.
1. РГУТИС (Московская область)
2. «Славянка» (Москва)
3. «Заречье-КГЭУ» (Казань)

2008 г.
1. РГУТИС (Московская область) — 78 очков
2. «Славянка» (Москва) — 58
3. «Прокопчанка» (Прокопьевск) — 50
4. РК «Дон» (Ростов-на-Дону) — 41
5. МИФИ (Москва) — 32
6. СПбГУ МВД РФ — 31
7. «Динамо-Русь» (Саратов) — 29
8. «КГЭУ-Заречье» (Казань) — 23
9. «Московские Драконы» (Москва) — 11
10. СГАП (Саратов) — 11
11. Академия «Дон» (Ростов-на-Дону) — 4
12. «Южанка» (Краснодар) — 3
13. Новокузнецк — 0
14. Барнаул — 0

2009 г.
Команды Слава, Красный Яр, Енисей-СТМ не принимали участие в сезоне 2009 г.
1. РГУТИС (Московская область)
2. «Прокопчанка» (Прокопьевск)
3. «Южанка» (Краснодар)
4. «Динамо» (Казань)

Команды Химки и Буревестник играли в регби-9:
1. Буревестник (Новокузнецк)
2. РК Химки[7]

2010 г.
1. РГУТИС (Московская область)
2. РК «Химки» (Московская область)
3. «Южанка» (Краснодар)
4. «Красный Яр» (Красноярск)
5. «Буревестник» (Новокузнецк)
6. «Слава» (Москва)
7. «Енисей-СТМ» (Красноярск)

2011 г.
1. РГУТИС (Московская область) — 84 очка
2. «Южанка» (Краснодар) — 73
3. «Красный Яр» (Красноярск) — 65
4. Центр женского регби — 62
5. Енисей-СТМ — 54
6. Динамо-Университет — 49
7. Химки — 36
8. ДЮСШ № 3 (Прокопьевск) — 23
9. Сборная Саратовской области — 22
10. Буревестник — 13[8]

2024 г.
1. Сборная Москвы
2. ВВА-Подмосковье
3. Сборная Татарстана

2025 г.
1. Сборная Москвы
2. ВВА-Подмосковье
3. Сборная Красноярского края

## Кубок России
В 1992 году в Барнауле прошёл розыгрыш первого открытого кубка России, победителем которого стала «Согдиана» (Ташкент).
| Год  | Победитель                  | Финалист                                 | Счёт |
| ---- | --------------------------- | ---------------------------------------- | ---- |
| 1995 | «Инвестор» (Тверь)          | «Буревестник» (Новокузнецк)              |      |
| 1996 | «Буревестник» (Новокузнецк) | ДЮСШ (Прокопьевск)                       |      |
| 1997 | «Буревестник» (Новокузнецк) | РК «Долгопрудный» (МО)                   |      |
| 1998 |                             |                                          |      |
| 1999 |                             |                                          |      |
| 2000 | «Буревестник» (Новокузнецк) | «Фемида» (Москва)                        |      |
| 2001 | «Буревестник» (Новокузнецк) | «Славянка» (Москва)                      |      |
| 2002 | «Магия-МГУС» (Москва)       | «Буревестник» (Новокузнецк)              |      |
| 2003 | «Буревестник» (Новокузнецк) | «Магия-МГУС» (Москва)                    |      |
| 2004 | «Магия-МГУС» (Москва)       | «Локомотив» (Ростов-на-Дону)             |      |
| 2005 | «Буревестник» (Новокузнецк) | «Магия-МГУС» (Москва)                    |      |
| 2006 | «Буревестник» (Новокузнецк) | МГУС-Академия регби (Московская область) |      |
| 2007 | РГУТИС (Московская область) |                                          |      |
| 2008 | РГУТИС (Московская область) | «Славянка» (Москва)                      |      |
| 2009 | РГУТИС (Московская область) | «Динамо» (Казань)                        |      |
| 2010 | РГУТИС (Московская область) | «Динамо» (Казань)                        |      |
| 2011 | РГУТИС (Московская область) | «Южанка» (Краснодар)                     |      |
| 2012 | РГУТИС (Московская область) | «Южанка» (Краснодар)                     |      |

Итоги Кубка России-2009:
1. «РГУТИС-Подмосковье» (Московская область)
2. «Динамо» (Республика Татарстан)
3. Сборная Краснодарского края
4. «Прокопчанка» (Прокопьевск)
5. Сборная Саратовской области
6. «Олимп-ДГПУ» (Махачкала)
7. Сборная Ростовской области — РГСУ
8. «СПб ГУ МВД РФ» (Санкт-Петербург)

Итоговое положение в Кубке России по регби-7 среди женских команд (15-16.04.11, Анапа)
1. РГУТИС-Подмосковье (Московская область)
2. Сборная Краснодарского края
3. СФУ (Красноярск)
4. Краснознаменск-Слава (Московская область)
5. Химки (Московская область)
6. Динамо (Республика Татарстан)
7. Енисей-СТМ (Красноярск)
8. Буревестник (Новокузнецк)
9. РГСУ Сборная Ростовской области[10]

## Сборная России
На международной арене выступают три сборные России — по регби-15, по регби-7 и регбилиг.
Наиболее заметные достижения:
1990 год — в августе сборная СССР, составленная на основе команды «Коммунальщик» (Барнаул), провела турне по Новой Зеландии и приняла участие в первом международном турнире среди женщин — RugbyFest 90.
1991 год — сборная СССР стала участницей 1-го Чемпионата мира по регби среди женщин (регби-15), правда проиграла все три матча с крупным счетом. На следующем Чемпионате мира (1994) стали уже 11 из 12. В 1998-м снова проиграли все матчи и стали 16 из 16. Больше участия в чемпионатах мира по регби-15 наша сборная не принимала.
2004 год — сборная России стала бронзовым призёром Чемпионата мира среди студентов.
В 2006 года сборная России по регби-15 выступает в сильнейшей группе «А» Чемпионата Европы (3 место), после победы в группе «B» в 2005 году. Постоянный участник первенств Европы с 2009 года.
В 2008 году сборная России по регби-7 впервые завоевала бронзовые медали Чемпионата Европы (Тренеры Иванов В. и Минисламов М.). А сборная по регбилиг осенью того же года участвовала на Чемпионате Мира в Австралии.
В 2009 году Сборная России по регби-7 приняла участие в первом Кубке мира по регби-7 в Дубае (ОАЭ).